# Miss Pinkerton
Pour plus de détails, voir Fiche technique et Distribution.
Miss Pinkerton est un film américain réalisé par Lloyd Bacon et sorti en 1932.

## Synopsis
Miss Pinkerton (Joan Blondell) enquête, à la demande de l'inspecteur de police Patten (George Brent), sur une affaire de meurtre.

## Fiche technique
- Titre original : Miss Pinkerton
- Réalisation : Lloyd Bacon
- Scénario : Niven Busch, Lillie Hayward, Robert Tasker, d'après Miss Pinkerton de Mary Roberts Rinehart
- Photographie : Barney McGill
- Montage : Ray Curtiss
- Musique : Bernhard Kaun
- Direction artistique : Jack Okey
- Producteur : Hal B. Wallis
- Société de production : First National Pictures
- Société de distribution : Warner Bros.
- Pays de production :  États-Unis
- Langue originale : anglais
- Tournage : du 14 février 1932 à mars 1932 aux Warner Brothers Burbank Studios
- Format : noir et blanc — 35 mm — 1.37:1 — son monophonique
- Genre : Comédie, Film policier
- Durée : 66 minutes
- Date de sortie :
  - États-Unis : 30 juillet 1932

## Distribution

### Acteurs principaux
- Joan Blondell : infirmière Adams, aka Miss Pinkerton
- George Brent : Inspecteur de police Patten
- Ruth Hall : Paula Brent
- John Wray : Hugo
- Elizabeth Patterson : Juliet Mitchell
- C. Henry Gordon : Dr Stuart
- Holmes Herbert : Arthur Glenn
- Mary Doran : Florence Lenz
- Blanche Friderici : Mary
- Mae Madison : deuxième infirmière
- Allan Lane : Herbert Wynn
- Nigel De Brulier : coroner James A. Clemp
- Eulalie Jensen : Miss Gibbons, chef des infirmières

### Acteurs secondaires
- Lucien Littlefield : Henderson
- Stanley Blystone : premier garde de la police (non crédité)
- Walter Brennan : policier (non crédité)
- Davison Clark : sergent de police (non crédité)
- Don Dillaway : Charles 'Charlie' Elliott (non crédité)
- Sherry Hall : sténographe de la police (non crédité)
- Cliff Saum : chauffeur de taxi (non crédité)
- Harry Seymour : journaliste du Morning Eagle (non crédité)
- Harry Strang : deuxième garde de la police (non crédité)
- Lyle Talbot : éditeur du journal (non crédité)
- Luana Walters : première infirmière (non crédité)